# Richemont (Moselle)
Richemont (Duits: Reichersberg in Lothringen ) is een gemeente in het Franse departement Moselle in de regio Grand Est). De plaats maakt deel uit van het arrondissement Thionville. De gemeente telde 2.145 inwoners op 1 januari 2022.

## Geografie
De oppervlakte van Richemont bedraagt 8,48 vierkante kilometer; Op 1 januari 2022 was de bevolkingsdichtheid 252,9 inwoners per km². In de gemeente mondt de Orne uit in de Moezel.

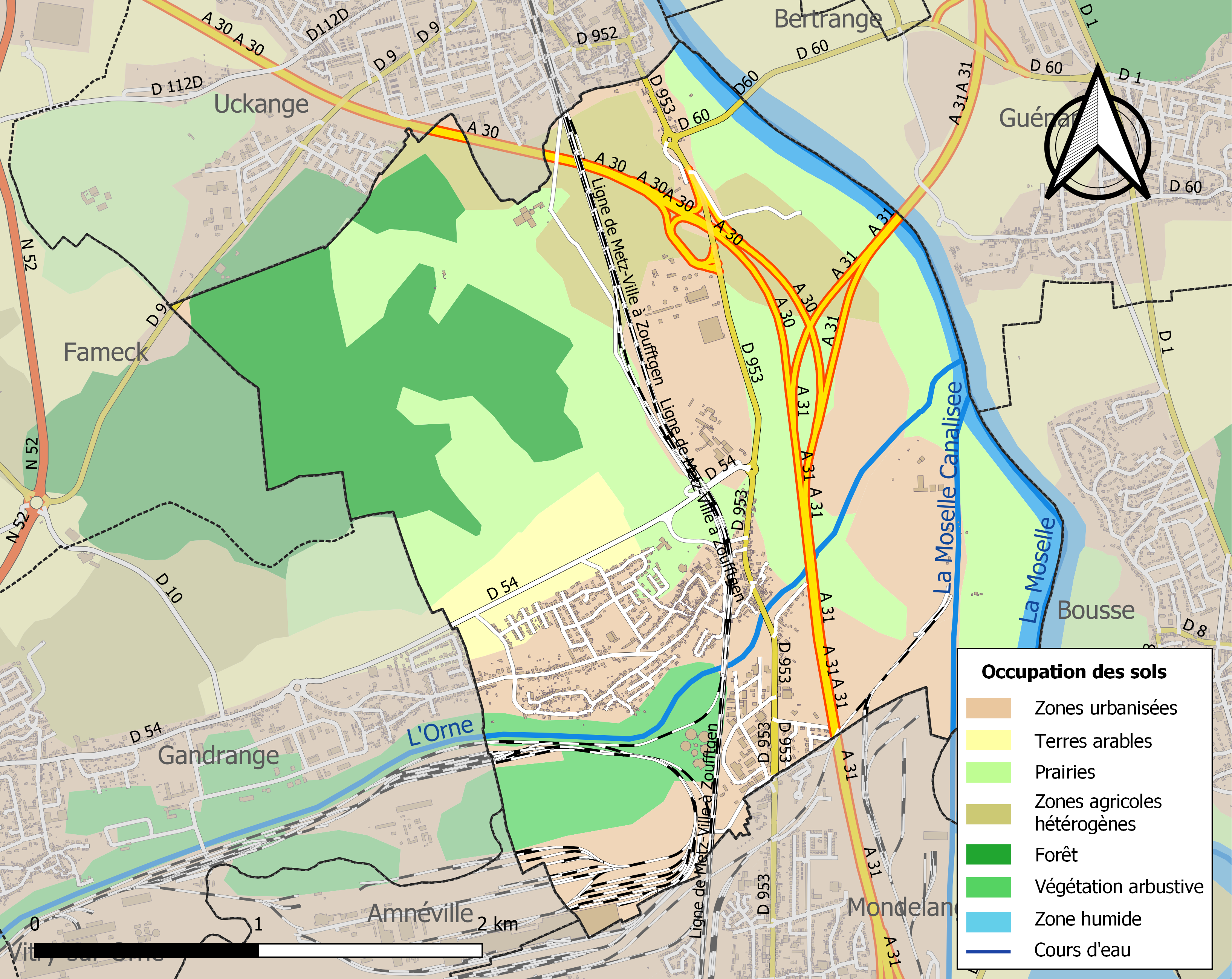
Kaart van de gemeente met de belangrijkste infrastructuur, bodemgebruik en omliggende gemeenten

## Demografie
Onderstaande figuur toont het verloop van het inwonertal.
Fameck · Florange · Mondelange · Richemont · Uckange